# The Neon Lights Tour
Tournées par Demi Lovato
A Special Night with Demi Lovato
(2011-13) Demi World Tour
(2014)
The Neon Lights Tour est la quatrième tournée de l'artiste américaine Demi Lovato dans le but de promouvoir son quatrième album Demi sorti en mai 2013.

## Développement
Le 29 septembre 2013, Lovato annonce sur sa page Facebook que sa tournée s’appellera The Neon Lights Tour ; les billets sont en vente peu après. Au cours de l'épisode final de The X Factor USA, elle prévient quitter l'émission pour se concentrer sur sa carrière musicale et sa tournée. La jeune femme révèle qu’elle s’est inspirée de Beyoncé pour son show. En effet, elle a décidé de diffuser sur un écran les clips de chacune des chansons interprétées pendant le spectacle. 
Le 4 février 2014, il est annoncé que Nick Jonas travaillerait comme directeur artistique pour la tournée. Lors de son interview pour Rolling Stone, il déclare « Je supervise le contenu vidéo, les tenues de scène, les jeux de lumière et la disposition de la scène. Je touche aussi à tout ce qui concerne la musique, dont les arrangements sonores des chansons. Je construis ce que Demi me demande, c'est-à-dire un show sans temps mort. » Au cours d'une interview accordée à E ! News, Demi Lovato précise : « J'ai des idées et il fait en sorte de les mettre en pratique. Il a lui-même des idées surprenantes et parfois il les dit alors qu'elles sont déjà dans ma tête. C'est vraiment génial de pouvoir travailler aussi bien ensemble. »
Demi Lovato se livre alors à Ryan Seacrest et dévoile : « Je voudrais vraiment changer les covers des chansons en fonction des villes, si c'est possible. Je vais avoir des invités spéciaux qui seront avec moi sur certaines dates et je pense que ce sera super excitant ! »

## Setlist
1. Heart Attack
2. Remember December
3. Firestarter
4. The Middle
5. Really Don't Care (en duo avec Cher Lloyd durant certaines dates)
6. Stop The World (en duo avec Nick Jonas durant certaines dates)
7. Catch Me (en duo avec Nick Jonas durant certaines dates)
8. Here We Go Again
9. Made in the USA
10. Nightingale
11. Two Pieces
12. Warrior
13. Let It Go
14. Don't Forget
15. Throwback (vidéo interlude contenant des extraits des clips de Get Back, This Is Me, La La Land, Here We Go Again).
16. Got Dynamite
17. Unbroken
18. Neon Lights

Encore
1. Skyscraper
2. Give Your Heart a Break

Notes
- À San Jose en Californie, Chord Overstreet a joué de la guitare durant Made in the USA.
- À Glendale dans l'Arizona et à Camden dans le New Jersey, Lovato n'a pas chanté Stop The World, Catch Me, Here We Go Again et Made in the USA.
- À Indianapolis dans l'Indiana, Lovato n'a pas chanté Stop The World.

## Dates
| Date              | Ville             | Pays              | Salle                             | Première partie            | Affluence                 | Revenu            |
| Amérique du Nord, | Amérique du Nord, | Amérique du Nord, | Amérique du Nord,                 | Amérique du Nord,          | Amérique du Nord,         | Amérique du Nord, |
| ----------------- | ----------------- | ----------------- | --------------------------------- | -------------------------- | ------------------------- | ----------------- |
| 9 février 2014    | Vancouver         | Canada            | Rogers Arena                      | Fifth Harmony Little Mix   | —                         | —                 |
| 12 février 2014   | San Jose          | États-Unis        | SAP Center at San Jose            | Fifth Harmony Little Mix   | —                         | —                 |
| 13 février 2014   | Anaheim           | États-Unis        | Honda Center                      | Fifth Harmony Little Mix   | —                         | —                 |
| 15 février 2014   | Glendale          | États-Unis        | Jobing.com Arena                  | Fifth Harmony Little Mix   | —                         | —                 |
| 17 février 2014   | Grand Prairie     | États-Unis        | Verizon Theatre at Grand Prairie  | Fifth Harmony Little Mix   | —                         | —                 |
| 19 février 2014   | Houston           | États-Unis        | Toyota Center                     | Fifth Harmony Little Mix   | —                         | —                 |
| 21 février 2014   | Atlanta           | États-Unis        | Philips Arena                     | Fifth Harmony Little Mix   | 8,813 / 8,813             | $400,275          |
| 23 février 2014   | Charlotte         | États-Unis        | Time Warner Cable Arena           | Fifth Harmony Little Mix   | —                         | —                 |
| 25 février 2014   | Sunrise           | États-Unis        | BB&T Center                       | Fifth Harmony Little Mix   | —                         | —                 |
| 26 février 2014   | Tampa             | États-Unis        | Tampa Bay Times Forum             | Fifth Harmony Little Mix   | —                         | —                 |
| 1er mars 2014     | Camden            | États-Unis        | Susquehanna Bank Center           | Fifth Harmony Little Mix   | —                         | —                 |
| 2 mars 2014       | Fairfax           | États-Unis        | Patriot Center                    | Fifth Harmony Little Mix   | 7,123 / 8,525             | $357,973          |
| 4 mars 2014       | Bethlehem         | États-Unis        | Sands Event Center                | Daniella Manson Little Mix | —                         | —                 |
| 6 mars 2014       | Worcester         | États-Unis        | DCU Center                        | Fifth Harmony Little Mix   | 9,037 / 10,676            | $421,463          |
| 7 mars 2014       | East Rutherford   | États-Unis        | IZOD Center                       | Fifth Harmony Little Mix   | —                         | —                 |
| 8 mars 2014       | Wallingford       | États-Unis        | Oakdale Theater                   | Fifth Harmony Little Mix   | —                         | —                 |
| 9 mars 2014       | Wallingford       | États-Unis        | Oakdale Theater                   | Fifth Harmony Little Mix   | —                         | —                 |
| 11 mars 2014      | Uniondale         | États-Unis        | Nassau Veterans Memorial Coliseum | Fifth Harmony Little Mix   | 11,272 / 11,272           | $637,637          |
| 13 mars 2014      | Auburn Hills      | États-Unis        | The Palace of Auburn Hills        | Fifth Harmony Little Mix   | 8,189 / 13,193            | $326,596          |
| 14 mars 2014      | Rosemont          | États-Unis        | Allstate Arena                    | Fifth Harmony Little Mix   | —                         | —                 |
| 16 mars 2014      | Omaha             | États-Unis        | CenturyLink Center Omaha          | Fifth Harmony Little Mix   | —                         | —                 |
| 18 mars 2014      | Saint Paul        | États-Unis        | Xcel Energy Center                | Fifth Harmony Little Mix   | —                         | —                 |
| 20 mars 2014      | Saint-Louis       | États-Unis        | Chaifetz Arena                    | Fifth Harmony Cher Lloyd   | —                         | —                 |
| 22 mars 2014      | Columbus          | États-Unis        | Nationwide Arena                  | Fifth Harmony Cher Lloyd   | —                         | —                 |
| 23 mars 2014      | Grand Rapids      | États-Unis        | Van Andel Arena                   | Fifth Harmony Cher Lloyd   | 5,072 / 5,342             | $264,360          |
| 26 mars 2014      | Toronto           | Canada            | Air Canada Centre                 | Fifth Harmony Cher Lloyd   | 11,085 / 11,085           | $575,655          |
| 27 mars 2014      | Cleveland         | États-Unis        | Quicken Loans Arena               | Fifth Harmony Cher Lloyd   | —                         | —                 |
| 29 mars 2014      | Nashville         | États-Unis        | Bridgestone Arena                 | Fifth Harmony Cher Lloyd   | 7,256 / 7,256             | $352,432          |
| 30 mars 2014      | Indianapolis      | États-Unis        | Bankers Life Fieldhouse           | Fifth Harmony Cher Lloyd   | —                         | —                 |
| Amérique du sud,  |                   |                   |                                   |                            |                           |                   |
| 22 avril 2014     | São Paulo         | Brésil            | Citibank Hall                     | The Rosso Sisters          | 20,125 / 20,125           | $1,472,530        |
| 24 avril 2014     | São Paulo         | Brésil            | Citibank Hall                     | The Rosso Sisters          | 20,125 / 20,125           | $1,472,530        |
| 25 avril 2014     | São Paulo         | Brésil            | Citibank Hall                     | The Rosso Sisters          | 20,125 / 20,125           | $1,472,530        |
| 27 avril 2014     | Rio de Janeiro    | Brésil            | Qualistage                        | The Rosso Sisters          | 15,911 / 16,382           | $1,104,220        |
| 28 avril 2014     | Rio de Janeiro    | Brésil            | Qualistage                        | The Rosso Sisters          | 15,911 / 16,382           | $1,104,220        |
| 30 avril 2014     | Brasília          | Brésil            | NET Live Brasilia                 | The Rosso Sisters          | 5,733 / 5,733             | $456,132          |
| 1er mai 2014      | Belo Horizonte    | Brésil            | Chevrolet Hall                    | The Rosso Sisters          | 4,693 / 4,905             | $348,350          |
| 3 mai 2014        | Porto Alegre      | Brésil            | Pepsi On Stage                    | The Rosso Sisters          | 5,231 / 5,231             | $401,067          |
| 6 mai 2014        | Buenos Aires      | Argentine         | Luna Park                         | The Rosso Sisters          | 6 758 / 6 758             | 536 690 $         |
| 8 mai 2014        | Santiago          | Chili             | Movistar Arena                    | The Rosso Sisters          | —                         | —                 |
| 10 mai 2014       | Guayaquil         | Équateur          | Plaza Lagos                       | The Rosso Sisters          | —                         | —                 |
| Amérique du Nord  |                   |                   |                                   |                            |                           |                   |
| 16 mai 2014       | Mexico            | Mexique           | Arena Ciudad de México            | The Rosso Sisters          | —                         | —                 |
| 17 mai 2014       | Monterrey         | Mexique           | Monterrey Arena                   | The Rosso Sisters          | —                         | —                 |
| Europe            |                   |                   |                                   |                            |                           |                   |
| 1er juin 2014     | Londres           | Royaume-Uni       | KOKO                              | —                          | —                         |                   |
| Total             | Total             | Total             | Total                             | Total                      | 126,298 / 135,296 (93.3%) | $7,655,380        |

## Référence
1. ↑  (en) http://www.billboard.com/articles/columns/pop-shop/5740663/demi-lovato-announces-2014-tour-with-little-mix-cher-lloyd-fifth
2. ↑  (en) http://www.nydailynews.com/entertainment/tv-movies/demi-lovato-confirms-leaving-x-factor-music-article-1.1552875
3. ↑  (en) http://www.pressparty.com/pg/newsdesk/DemiLovato/view/103925/?isworld=y
4. ↑  Demi Lovato, « The Neon Lights Tour! », demilovato.com (consulté le 1er février 2014)
5. ↑  Daniella Mason, « Honored/Stoked », Twitter, 3 mars 2014
6. ↑  Box score:
  - « Billboard Boxscore :: Current Scores » [archive du 12 mars 2014], Billboard, Prometheus Global Media, 22 mars 2014 (consulté le 12 mars 2014)
  - « Billboard Boxscore :: Current Scores » [archive du 2 avril 2014], Billboard, Prometheus Global Media, 2 avril 2014 (consulté le 2 avril 2014)
  - « Billboard Boxscore :: Current Scores » [archive du 9 avril 2014], Billboard, Prometheus Global Media, 9 avril 2014 (consulté le 9 avril 2014)
  - « Billboard Boxscore :: Current Scores » [archive du 11 juin 2014], Billboard, Prometheus Global Media, 11 juin 2014 (consulté le 11 juin 2014)
  - « Billboard Boxscore :: Current Scores » [archive du 18 juin 2014], Billboard, Prometheus Global Media, 18 juin 2014 (consulté le 18 juin 2014)
  - « Billboard Boxscore :: Current Scores » [archive du 9 juillet 2014], Billboard, Prometheus Global Media, 9 juillet 2014 (consulté le 9 juillet 2014)
7. ↑  Clara Collins, « Rosso Sisters fará shows de abertura na 'The Neon Lights Tour' na América do Sul », Portal Lovato, 2 avril 2014
8. ↑  Box score:
  - « Billboard Boxscore :: Current Scoresdate=May 14, 2014 » [archive du 14 mai 2014], Billboard, Prometheus Global Media (consulté le 14 mai 2014)
  - « Billboard Boxscore :: Current Scores » [archive du 4 juin 2014], Billboard, Prometheus Global Media, 4 juin 2014 (consulté le 4 juin 2014)